# Manettia acutifolia
Manettia acutifolia é uma espécie de dicotiledónea pertencente à família Rubiaceae, descrita em 1798.